# Jack Garrick
John Andrew Frank Garrick (24 de marzo de 1928 – 30 de agosto de 2018) fue un ictiólogo neozelandés.

## Carrera
Garrick se especializó en Elasmobranchiis y publicó muchos libros y artículos sobre la biología de los tiburones y las rayas. En 1982, publicó una taxonomía exhaustiva sobre los tiburones del género Carcharhinus, donde identificó a los Carcharhinus leiodon como una nueva especie. Era la autoridad de varias especies de tiburones, incluido el tiburón linterna de Nueva Zelanda. Garrick fue profesor de zoología en la Universidad Victoria de Wellington, nombrado para ocupar una cátedra personal en 1971.
Garrick tenía un interés principal en la taxonomía de tiburones y rayas y llevó a cabo el primer muestreo exploratorio de aguas profundas utilizando redes de cono especialmente adaptadas, trampas con cebo y palangres, regularmente a profundidades superiores a 2000 metros. Muchas especies nuevas y raras se obtuvieron mediante el uso de estas técnicas innovadoras. Fue responsable del notable descubrimiento de los primeros especímenes de reloj anaranjado de Nueva Zelanda en 1957 (que posteriormente formó la base de una pesquería multimillonaria). Garrick recolectó unos 721 especímenes en 988 lotes y los depositó en Te Papa.

## Taxones nombrados en su honor
Garrick descubrió los primeros especímenes conocidos del tiburón de río del norte, una especie que finalmente fue nombrada en su honor, y presentó un capítulo de la serie documental River Monsters. El tiburón Apristurus garricki fue nombrado en su honor.